# عشق بزرگ
عشق بزرگ (به انگلیسی: Big Love) نام مجموعه تلویزیونی درام آمریکایی است که به زندگی یک خانواده مورمن معتقد به تعدد زوجات می‌پردازد.
اولین قسمت از مجموعه تلویزیونی عشق بزرگ در سال ۲۰۰۶ در ایالات متحده آمریکا توسط شبکه کیبل اچ‌بی‌او نمایش داده شد و با موفقیت زیادی همراه بود. هم‌اکنون قسمت دوم از سری مجموعه‌های تلویزیونی «عشق بزرگ» از شبکه کیبل اچ بی او پخش می‌شود.
مجموعه تلویزیونی عشق بزرگ به‌طوری نوشته شده‌است که در طول داستان، ماجراهای بین افراد خانواده هنریکسون دارای پیچیدگی‌های بسیار جذابی می‌شود که باعث به وجود آمدن سوالات فراوانی در ذهن بیننده در مورد اتفاقات آتی برای خانواده هنریکسون در قسمت‌های بعدی داستان می‌شود.

## خلاصه داستان (فصل اول)
در آمریکا داشتن چند همسری و تعدد زوجات جرم است، اما بیل هنریکسون که از پیروان معتقد به کلیسای مورمن است در دو راهی پیروی قانون آمریکا یا گرفتن چند همسر که یکی از تکالیف دینی در این کلیسا محسوب می‌شود، گرفتن چند همسر و پیروی از مذهبش را برمی‌گزیند. از این روی وی با خرید سه خانه حیاط دار مستقل که از حیاط پشت به یکدیگر متصل و از نمای بیرون از یکدیگر کاملاً جدا هستند خانواده بزرگش را به دور هم جمع می‌کند.
وی که یک مرد خودساخته و مذهبی وابسته به مذهب مورمن است به همراه خانواده بزرگش در شهر سندی در ایالت یوتا آمریکا زندگی می‌کند. وی در زمینه تجارت مرد موفقی است و توانسته است خود را از هیچ به جایگاه خوبی برساند. وی صاحب یک فروشگاه بسیار بزرگ و موفق در شهر سندی است و در حال بازکردن شعبه دوم فروشگاه‌های خود می‌باشد که دچار دردسرهایی از جانب پدر زن دوم خود یعنی رومن گرنت که رهبر کلیسای آن‌ها هست و دارای قدرت بسیاری در میان معتقدین به مذهب مورمن هست می‌شود.
از آنسوی همسران بیل یعنی بارب، نیکی و مارجین همگی همچون بیل پیرو مذهب مورمن هستند و سعی در اداره خانه و کنترل اوضاع منزل را دارند. آن‌ها در این راه گاهی با یکدیگر برخوردهایی از روی حسادت می‌کنند ولی همگی آن‌ها نسبت به فرزندان دیگر همسران بیل احساس مادری می‌کنند و در کل خانه‌ای آرام و صمیمانه‌ای دارند.
اما هر یک از همسران بیل به نحوی دچار رازهایی هستند که می‌تواند زندگی همه را به خطر بیندازد.

## شخصیت‌های اصلی
- بیل پکستون در نقش بیل هنریکسون

از چپ به راست، مارجین، نیکی گرنت، بیل هنریکسون و بارب.

- جین تریپل‌هورن در نقش بارب داتون هنریکسون (همسر اول و رسمی بیل)
- کلویی سونی در نقش نیکی گرنت (همسر دوم بیل)
- جنیفر گودوین در نقش مارجین هِفمَن (همسر سوم بیل)
- آماندا سایفرد در نقش سارا هنریکسون (دختر بیل از بارب)
- داگلاس اسمیت در نقش بن هنریکسون (پسر بیل از بارب)
- جولین ویجبی در نقش تینی هنریکسون (دختر بیل از بارب)
- کیگان هولست در نقش وین گرنت (پسر بیل از نیکی)
- گری اسپنسر در نقش ریموند گرنت (پسر بیل از نیکی)
- شان دویل در نقش جوی هنریکسون (برادر تنی بیل)
- هری دین استنتون در نقش رومن گرنت (پدر نیکی و رهبر کلیسا)
- مت راس در نقش آلبی گرنت (پسر بزرگ رومن و برادر نیکی)
- ملورا والترز در نقش واندا هنریکسون (همسر جوی هنریکسون)
- بروس درن در نقش فرانک هارلو (پدر بیل و جوی هنریکسون)
- گریس زابریسکی در نقش لویز هنریکسون (مادر بیل و جوی هنریکسون)

## اپیزودها[۱]

### فصل اول (۲۰۰۶)
- قسمت اول، فصل اول: «Pilot»
- قسمت دوم، فصل اول: «Viagra Blue»
- قسمت سوم، فصل اول: «Home Invasion»
- قسمت چهارم، فصل اول: «Eclipse»
- قسمت پنجم، فصل اول: «Affair»
- قسمت ششم، فصل اول: «Roberta's Funeral»
- قسمت هفتم، فصل اول: «Eviction»
- قسمت هشتم، فصل اول: «Easter»
- قسمت نهم، فصل اول: «A Barbecue for Betty»
- قسمت دهم، فصل اول: «The Baptism»
- قسمت یازدهم، فصل اول: «Where There's a Will»
- قسمت دوازدهم، فصل اول: «The Ceremony»

### فصل دوم (۲۰۰۷)
- قسمت اول، فصل دوم: «Damage Control»
- قسمت دوم، فصل دوم: «The Writing on the Wall»
- قسمت سوم، فصل دوم: «Reunion»
- قسمت چهارم، فصل دوم: «Rock and a Hard Place»
- قسمت پنجم، فصل دوم: «Vision Thing»
- قسمت ششم، فصل دوم: «Dating Game»
- قسمت هفتم، فصل دوم: «Good Guys and Bad Guys»
- قسمت هشتم، فصل دوم: «Kingdom Come»
- قسمت نهم، فصل دوم: «Circle the Wagons»
- قسمت دهم، فصل دوم: «'The Happiest Girl...'»
- قسمت یازدهم، فصل دوم: «Take Me as I Am»
- قسمت دوازدهم، فصل دوم: «Oh, Pioneers»

### فصل سوم (۲۰۰۹)
- قسمت اول، فصل سوم: «Block Party»
- قسمت دوم، فصل سوم: «Empire»
- قسمت سوم، فصل سوم: «Prom Queen»
- قسمت چهارم، فصل سوم: «On Trial»
- قسمت پنجم، فصل سوم: «For Better or for Worse»
- قسمت ششم، فصل سوم: «Come, Ye Saints»
- قسمت هفتم، فصل سوم: «Fight or Flight»
- قسمت هشتم، فصل سوم: «Rough Edges»
- قسمت نهم، فصل سوم: «Outer Darkness»
- قسمت دهم، فصل سوم: «Sacrament»